# Ahlström Capital
Ahlström Capital est une société d'investissement familiale en Finlande.

## Présentation
Le portefeuille d'Ahlström Capital se compose d'investissements industriels, qui comprennent des investissements dans des sociétés cotées et non cotées, et des investissements immobiliers, composées de propriétés immobilières et forestières.
Ses investissements industriels les plus importants sont ses participations dans les sociétés cotées Ahlstrom-Munksjö, Detection Technology, Glaston et Suominen, et les sociétés non cotées Destia et Enics (en).
Le total des actifs d'Ahlström Capital Group à la fin de 2018 s'élevait à environ 1,27 milliard d'euros et le chiffre d'affaires était d'environ 1,1 milliard d'euros en 2018.

## Historique
La société d'investissement Ahström Capital Oy est née en 2001, lorsque l'entreprise de la famille Ahlström est scindée en trois parties: Ahlström Capital, A. Ahlström Osakeyhtiö et Ahlstrom (devenue Ahlstrom-Munksjö).
Ahlström Capital compte alors 248 actionnaires, le plus important étant Antti Ahlström Perilliset Oy (6,1%) et aucun autre actionnaire n'en détient plus de 5%.
À l'été 2014, Ahlström Capital rachète les 100% de Destia à l'État finlandais.